# Cryptops kosswigi
Cryptops kosswigi är en mångfotingart som beskrevs av Chamberlin 1952. Cryptops kosswigi ingår i släktet Cryptops och familjen Cryptopidae.
Artens utbredningsområde är:
- Grekland.
- Israel.
- Turkiet.

Inga underarter finns listade i Catalogue of Life.